# Gradius III
Gradius III, titolo originale Gradius III: Densetsu kara shinwa he (グラディウスIII 伝説から神話ヘ? lett. "Gradius III, dalla leggenda al mito") è uno dei capitoli della saga di sparatutto Gradius ideata dalla Konami. Il gioco è noto soprattutto per la sua incredibile difficoltà, al limite dell'ingiocabilità, causa di molte lamentele nei confronti della software house e di un prematuro ritiro dalle sale giochi del cabinato originale. Va notato infatti che oltre all'ardua sfida offerta dai livelli il gioco non prevedeva la possibilità di continuare dopo aver perso tutte le vite a disposizione.

## Modalità di gioco
Il gameplay non subisce variazioni di rilievo rispetto allo standard della saga, ma ci sono due peculiarità: la prima è rappresentata dalla presenza di un livello pseudo-3D in cui la visuale è posta alle spalle dell'astronave e si deve evitare che questa si schianti contro i muri. L'esperimento non ebbe seguiti negli altri capitoli della serie e non fu riprodotto nemmeno nella conversione del gioco per Super NES.
La seconda particolarità è data dal cosiddetto Edit Mode, che consente all'inizio della partita di scegliere fra quattro tipologie differenti di arsenale oppure di crearne uno personalizzato, scegliendo tra i vari tipi di missili, sparo doppio, laser, scudo e power-up speciale disponibili.

## Differenze di versione
Ci sono solamente alcune differenze tra la versione giapponese e quella asiatica. Nella versione giapponese c'è un intro retrospettiva sull'evoluzione di Gradius per poi andare alla schermata del titolo. Mentre in quella asiatica l'intro mostra solamente la schermata del titolo dalla stessa durata. La versione giapponese insieme alla modalità tecnica, offre anche una modalità principiante più facile che termina dopo al terzo stage. Nella modalità principiante il giocatore perde gradualmente i suoi potenziamenti e mantiene la posizione della barra anziché perdere tutti i potenziamenti e la posizione della barra torna all'inizio. Dopo aver completato il terzo stage il gioco termina, dicendo al giocatore di provare la modalità tecnica.